# 7-ма паралель південної широти
7-ма паралель південної широти — лінія широти, що лежить на 7 градусів південніше земної екваторіальної площини. Вона проходить через Атлантичний океан, Африку, Індійський океан, Південно-Східну Азію, Австралазію, Тихий океан та Південну Америку.
Через паралель проходить частина кордону між Демократичною Республікою Конго та Анголою.
Це найбільш густонаселена паралель в Південній півкулі: станом на 2019 рік на ній проживало від 86,1 до 99,8 мільйонів людей.

## Список географічних об'єктів, що перетинає 7° пд. ш.
Починаючи з Гринвіцького меридіану та рухаючись на схід, 7-ма паралель південної широти проходить через:
| Координати                                                 | Країна, територія або море               | Примітки                                                                                           |
| ---------------------------------------------------------- | ---------------------------------------- | -------------------------------------------------------------------------------------------------- |
| 7°0′ пд. ш. 0°0′ сх. д. / 7.000° пд. ш. 0.000° сх. д.      | Атлантичний океан                        | |
| 7°0′ пд. ш. 12°50′ сх. д. / 7.000° пд. ш. 12.833° сх. д.   | Ангола                                   | |
| 7°0′ пд. ш. 16°58′ сх. д. / 7.000° пд. ш. 16.967° сх. д.   | ДР Конго                                 | |
| 7°0′ пд. ш. 19°32′ сх. д. / 7.000° пд. ш. 19.533° сх. д.   | Становить кордон між ДР Конго та Анголою | |
| 7°0′ пд. ш. 20°18′ сх. д. / 7.000° пд. ш. 20.300° сх. д.   | Ангола                                   | |
| 7°0′ пд. ш. 20°34′ сх. д. / 7.000° пд. ш. 20.567° сх. д.   | ДР Конго                                 | |
| 7°0′ пд. ш. 29°44′ сх. д. / 7.000° пд. ш. 29.733° сх. д.   | Озеро Танганьїка                         | |
| 7°0′ пд. ш. 30°34′ сх. д. / 7.000° пд. ш. 30.567° сх. д.   | Танзанія                                 | Проходить південніше Дар-ес-Салама                                                                 |
| 7°0′ пд. ш. 39°33′ сх. д. / 7.000° пд. ш. 39.550° сх. д.   | Індійський океан                         | |
| 7°0′ пд. ш. 52°44′ сх. д. / 7.000° пд. ш. 52.733° сх. д.   | Сейшельські Острови                      | Проходить через атол Альфонс                                                                       |
| 7°0′ пд. ш. 52°46′ сх. д. / 7.000° пд. ш. 52.767° сх. д.   | Індійський океан                         | Проходить північніше острова Коетіві, Сейшельські Острови                                          |
| 7°0′ пд. ш. 106°33′ сх. д. / 7.000° пд. ш. 106.550° сх. д. | Індонезія                                | Проходить через острів Ява                                                                         |
| 7°0′ пд. ш. 112°35′ сх. д. / 7.000° пд. ш. 112.583° сх. д. | Мадурська протока[en]                    | |
| 7°0′ пд. ш. 112°46′ сх. д. / 7.000° пд. ш. 112.767° сх. д. | Індонезія                                | Проходить через острів Мадура                                                                      |
| 7°0′ пд. ш. 114°4′ сх. д. / 7.000° пд. ш. 114.067° сх. д.  | Яванське море                            | |
| 7°0′ пд. ш. 115°16′ сх. д. / 7.000° пд. ш. 115.267° сх. д. | Індонезія                                | Проходить через острови Кангеан[id] і Паліат                                                       |
| 7°0′ пд. ш. 115°40′ сх. д. / 7.000° пд. ш. 115.667° сх. д. | Яванське море                            | Проходить північніше острова Танахьямпеа[en], Індонезія                                            |
| 7°0′ пд. ш. 120°37′ сх. д. / 7.000° пд. ш. 120.617° сх. д. | Море Банда                               | Проходить північніше острова Дамар[en], Індонезія Проходить між островами Ітаїн та Мару, Індонезія |
| 7°0′ пд. ш. 131°58′ сх. д. / 7.000° пд. ш. 131.967° сх. д. | Індонезія                                | Проходить через острів Фордате[id]                                                                 |
| 7°0′ пд. ш. 131°59′ сх. д. / 7.000° пд. ш. 131.983° сх. д. | Арафурське море                          | Проходить південніше острова Транган[en], Індонезія                                                |
| 7°0′ пд. ш. 138°37′ сх. д. / 7.000° пд. ш. 138.617° сх. д. | Індонезія                                | Проходить через Нову Гвінею                                                                        |
| 7°0′ пд. ш. 141°1′ сх. д. / 7.000° пд. ш. 141.017° сх. д.  | Папуа Нова Гвінея                        | Проходить через Нову Гвінею                                                                        |
| 7°0′ пд. ш. 146°59′ сх. д. / 7.000° пд. ш. 146.983° сх. д. | Соломонове море                          | |
| 7°0′ пд. ш. 155°42′ сх. д. / 7.000° пд. ш. 155.700° сх. д. | Соломонові Острови                       | Проходить через острів Шортленд[en]                                                                |
| 7°0′ пд. ш. 155°46′ сх. д. / 7.000° пд. ш. 155.767° сх. д. | Тихий океан                              | Проходить південніше острова Фауро[en], Соломонові Острови                                         |
| 7°0′ пд. ш. 156°43′ сх. д. / 7.000° пд. ш. 156.717° сх. д. | Соломонові Острови                       | Проходить через острів Шуазель                                                                     |
| 7°0′ пд. ш. 157°6′ сх. д. / 7.000° пд. ш. 157.100° сх. д.  | Тихий океан                              | |
| 7°0′ пд. ш. 79°47′ зх. д. / 7.000° пд. ш. 79.783° зх. д.   | Перу                                     | |
| 7°0′ пд. ш. 73°46′ зх. д. / 7.000° пд. ш. 73.767° зх. д.   | Бразилія                                 | Амазонас Пара Токантінс Мараньян Піауї Сеара Параїба — проходить північніше Жуан-Пессоа            |
| 7°0′ пд. ш. 34°49′ зх. д. / 7.000° пд. ш. 34.817° зх. д.   | Атлантичний океан                        | |